# Hans Selling
Hans Selling, född 8 juli 1764, död 8 juli 1844, var en svensk ämbetsman.
Selling var revisor vid Kungliga Allmänna magasins-direktionen år 1800. Han var amatörviolinist och medlem av Harmoniska Sällskapet i Stockholm samt invaldes som ledamot nummer 167 i Kungliga Musikaliska Akademien 1795.